# Sir Lock MacPatinhas
Sir Lock MacPatinhas é um personagem fictício do Universo Disney. Ele é um ancestral do Tio Patinhas sendo da primeira geração da Família Pato.
Sir Lock MacPatinhas é mencionado na história "O Segredo do Castelo", de Carl Barks e depois apareceu na árvore genealógica da Família Pato, de Don Rosa.
Ele nasceu em 1190. Sob sua liderança a Família sofreu de problemas financeiros. Em 1220 decidiu selar o Castelo da Família, a fim de diminuir os custos de manutenção do mesmo. No entanto, criou uma passagem secreta que levava do castelo a uma catacumba e de lá ao cemitério da família, fora do castelo. A passagem foi útil para o transporte quando o castelo estava sendo invadido por clãs rivais. Morreu em 1260. A entrada da passagem do cemitério foi disfarçada como sua tumba. Seus ossos permanecem em sua armadura, colocada em frente a entrada do castelo. É conhecido por ser um cavaleiro que se assusta com muita facilidade.
Aparece em apenas 2 histórias, produzidas na Dinamarca, com roteiro e desenho de Don Rosa.